# Mv

mv (от англ. move) — утилита в UNIX и UNIX-подобных системах, используется для перемещения или переименования файлов.
Использование:
- Если в качестве аргументов заданы имена двух файлов, то имя первого файла будет изменено на имя второго.

```
mv file1 file_1       переименовывает файл
```

- Если последний аргумент является именем существующего каталога, то mv перемещает все заданные файлы в этот каталог.

```
mv file ./dir/        перемещает 'file' в 'dir/file' относительно текущего каталога
```

Если последний аргумент не является каталогом и задано более чем два файла, то будет выдано сообщение об ошибке.
Ключи, использующиеся с mv:
- –f, не запрашивать подтверждения операций.
- –i, выводить запрос на подтверждение операции, когда существует файл, в который происходит переименование или перемещение.
- ––, завершает список ключей. Применяется для использования с файлами, имена которых начинаются на –.